# Domaine de Shibata

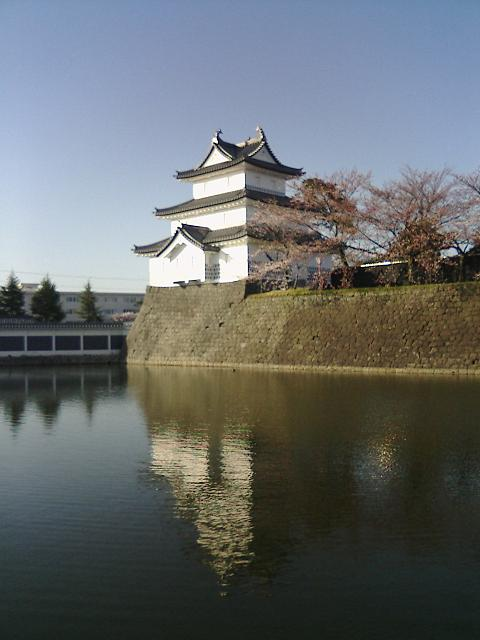
Yagura du château de Shibata, centre administratif du domaine de Shibata.

Le domaine de Shibata (新発田藩, Shibata-han) est un fief féodal japonais de l'époque d'Edo situé dans la province d'Echigo (actuelle préfecture de Niigata). Il était dirigé à partir du château de Shibata dans l'actuelle ville de Shibata par le clan Mizoguchi durant la totalité de son histoire.

## Histoire

Carte de Shibata et Murakami datant de l'ère Tenpō.

Mizoguchi Hidekatsu, un général servant Oda Nobunaga puis Toyotomi Hideyoshi, se distingue au cours de plusieurs batailles et se voit récompensé d'une terre de 60 000 koku dans la province d'Echigo. Durant la bataille de Sekigahara, il rejoint le camp de Tokugawa Ieyasu. Cependant, la province d'Echigo étant peuplée de nombreux partisans et anciens serviteurs du clan Uesugi, il reçoit l'ordre de rester sur place pour maintenir l'ordre. Après l'établissement du shogunat Tokugawa, sa possession des terres est confirmée, et elles sont même étendues à travers la plaine d'Echigo entre la rivière Agano et la rivière Shinano. Cette zone est une excellente terre rizicole et les revenus réels du domaine sont de très loin supérieurs à son kokudaka officiel.
Le second daimyō de Shibata, Mizoguchi Nobukatsu, sépare 12 000 koku du domaine pour les offrir à son jeune frère, créant le domaine de Somei, qui existe jusqu'en 1687. Le kokudata du domaine est réduit de 60 000 à 50 000 koku dont 2 000 viennent des nouvelles terres rizicoles développées sur le domaine. Nobukatsu est très actif dans le développement de nouvelles terres, et 15 500 koku supplémentaires sont offerts à ses trois jeunes frères à sa mort, laissant 50 000 koku de revenus à son héritier. Le 8e daimyō, Moziguchi Naoyasu, établit une école han et invite des célèbres jardiniers d'Edo et de Kyoto pendant la reconstruction de la ville fortifiée. Le 10e daimyō, Mizoguchi Naoaki, obtient du shogunat une augmentation de son kokudaka de 50 000 à 100 000 koku, bien qu'il existe alors des discordes au sein du domaine pour savoir si une augmentation des taxes entacherait le prestige et le statut du fief.
Durant la guerre de Boshin, le 12e daimyō, Mizoguchi Naomasa, rejoint l'Ōuetsu Reppan Dōmei. Cependant, il y alors une sérieuse opposition dans le domaine et il est forcé de changer de camp rapidement pour rejoindre la cause impériale.
En juillet 1871, avec l'abolition du système han, le domaine de Shibata devient brièvement la préfecture de Shibata puis est absorbé dans la nouvelle préfecture de Niigata. Sous le nouveau gouvernement de Meiji, Mizoguchi Naomasa reçoit le titre de comte (hakushaku) selon le système nobiliaire kazoku et devient membre de la Chambre des pairs.

## Possessions à la fin de l'époque d'Edo
Comme la plupart des domaines japonais, Shibata est composé de plusieurs territoires discontinus dont la valeur kokudaka est fondée sur une estimation périodique du potentiel agricole,.
- Province d'Echigo
  - 512 villages dans le district de Kanbara
- Province de Mutsu (Iwashiro)
  - 8 villages dans le district de Shinobu

## Liste des daimyōs
| #                                 | Nom                             | Règne     | Titre de courtoisie      | Rang de cour            | Kokudaka              | Notes |
| --------------------------------- | ------------------------------- | --------- | ------------------------ | ----------------------- | --------------------- | ----- |
| Clan Mizoguchi (tozama) 1598-1871 |                                 |           |                          |                         |                       |       |
| 1                                 | Mizoguchi Hidekatsu (溝口秀勝)  | 1598-1610 | Hoki-no-kami (伯耆守)    | 5e inférieur (従五位下) | 60 000 koku           |       |
| 2                                 | Mizoguchi Nobukatsu (溝口宣勝1) | 1610-1628 | Hoki-no-kami (伯耆守)    | 5e inférieur (従五位下) | 60 000 → 50 000 koku  |       |
| 3                                 | Mizoguchi Nobunao (溝口宣直)    | 1628-1672 | Izumo-no-kami (出雲守)   | 5e inférieur (従五位下) | 50 000 koku           |       |
| 4                                 | Mizoguchi Shigekatsu (溝口重雄) | 1672-1706 | Shinano-no-kami (信濃守) | 5e inférieur (従五位下) | 50 000 koku           |       |
| 5                                 | Mizoguchi Shigemoto (溝口重元)  | 1706-1719 | Hoki-no-kami (伯耆守)    | 5e inférieur (従五位下) | 50 000 koku           |       |
| 6                                 | Mizoguchi Naoharu (溝口直治)    | 1791-1732 | Shinano-no-kami (信濃守) | 5e inférieur (従五位下) | 50 000 koku           |       |
| 7                                 | Mizoguchi Naoatsu (溝口直温)    | 1732-1761 | Izumo-no-kami (出雲守)   | 5e inférieur (従五位下) | 50 000 koku           |       |
| 8                                 | Mizoguchi Naoyasu (溝口直養)    | 1761-1768 | Shuzen-no-kami (主膳正)  | 5e inférieur (従五位下) | 50 000 koku           |       |
| 9                                 | Mizoguchi Naoyoshi (溝口直侯)   | 1768-1802 | Izumo-no-kami (出雲守)   | 5e inférieur (従五位下) | 50 000 koku           |       |
| 10                                | Mizoguchi Naoaki (溝口直諒)     | 1802-1838 | Hoki-no-kami (伯耆守)    | 5e inférieur (従五位下) | 50 000 → 100 000 koku |       |
| 11                                | Mizoguchi Naohiro (溝口直溥)    | 1838-1867 | Shuzen-no-kami (主膳正)  | 5e inférieur (従五位下) | 100 000 koku          |       |
| 12                                | Mizoguchi Naomasa (溝口直正)    | 1867-1871 | Hoki-no-kami (伯耆守)    | 5e inférieur (従五位下) | 100 000 koku          |       |